# Rotger von der Horst
Rotger von der Horst (* im 16. Jahrhundert; † 7. März 1598 in Köln) war Domherr in Münster und Paderborn.

## Leben
Rotger von der Horst entstammte dem westfälischen Adelsgeschlecht von der Horst und war der Sohn des Dietrich von der Horst zu Milse und dessen Gemahlin Elisabeth von Haus zu Haus (Erbtochter). Sein ältester Bruder Johann wurde klevischer Marschall. Sein Bruder Maximilian war, wie drei weitere Brüder, Domherr in Münster. Im Jahre 1579 erhielt Rotger eine münstersche Dompräbende und wurde 1590 emanzipiert. Im Jahr darauf erhielt er ein Kanonikat in Paderborn. Rotger war Inhaber des dompropsteilichen Lehens Gronover und der Obedienz Buldern, die nach dem Tode des Heinrich von Raesfeld frei geworden war.